# Mora de Ebro
Mora de Ebro (oficialmente en catalán Móra d'Ebre) es un municipio y localidad española de la provincia de Tarragona, en la comunidad autónoma de Cataluña. Es capital de la comarca de Ribera de Ebro y está situada en la margen derecha del río Ebro, en el centro de la cuenca de Mora. El término municipal tiene una población de 5726 habitantes (INE 2024).
Entre su patrimonio histórico destaca el castillo de Mora con murallas bien conservadas y dos torres circulares. La agricultura de secano y de regadío, la industria (especialmente la alimentaria) y el comercio son las principales actividades económicas del municipio.

## Geografía

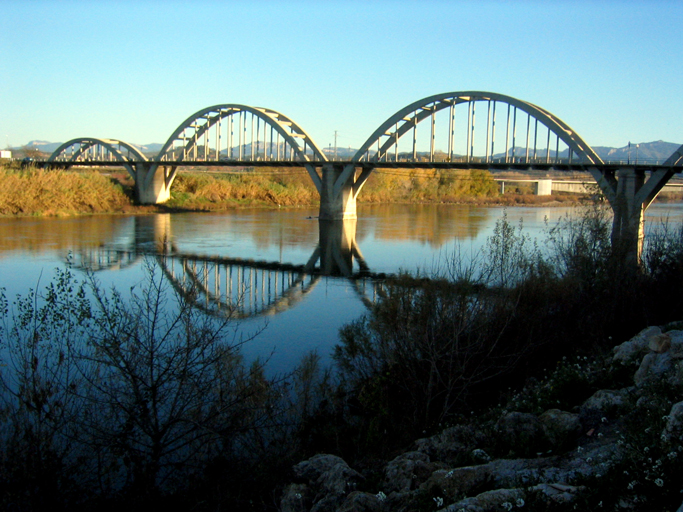
Puente de Mora de Ebro de 1943 sobre el río Ebro

Integrado en la comarca de Ribera de Ebro, de la que ejerce de capital, se sitúa a 60 km de Tarragona. El término municipal está atravesado por la carretera nacional N-420, entre los pK 814 y 823, además de por una carretera local que conecta con Benisanet. 
El territorio está situado a la derecha del río Ebro, que hace de límite con el municipio de Mora la Nueva. La parte occidental del municipio es accidentada, destacando los contrafuertes nororientales de la sierra de Cavalls, donde se encuentra el Coll de Palledás (369 m), por donde pasa la carretera nacional. Por el sur del territorio discurre el río Seco antes de desembocar en el Ebro. La altitud oscila entre los 436 m al noroeste y los 20 m a orillas del Ebro. El pueblo se alza a 38 m sobre el nivel del mar.
| Noroeste: Ascó                     | Norte: García  | Noreste: García y Mora la Nueva |
| Oeste: Fatarella y Corbera de Ebro |                | Este: Mora la Nueva             |
| Suroeste: Benisanet                | Sur: Benisanet | Sureste: Tivisa                 |

## Historia
El poblamiento más antiguo del municipio, documentado hasta ahora, se remonta 6000 años atrás y se sitúa en el tiempo del Neolítico, concretamente en la cultura de los sepulcros de fosa, documentada por el doctor Bosch Gimpera, en una inhumación localizada durante las obras de construcción del puente de las arcadas. La presencia de la cultura ibérica se ha localizado en la población en los restos encontrados en torno al calvario. La romanización todavía conserva vestigios en la villa romana de Els Emportells, situada cerca del río, en el camino de Les Sénies, donde limitan los términos municipales de Mora de Ebro y Benisanet. Los árabes dejaron una fuerte huella en la vida local: explotaciones agrarias (Sovarrec), industria triguera (molinos de nave), artesanía del barro... sin olvidar el castillo, que formaba parte de la línea defensiva del Ebro. La reconquista de este tuvo lugar en 1153 de la mano del conde de Barcelona Ramón Berenguer IV. Durante la Edad Media, la villa formó parte de la llamada baronía de Entenza, la cual protagonizó una significativa lucha contra los templarios de Miravet y Ascó, los cuales dominaban la orilla derecha del río. Esta lucha causó graves daños en la comarca, como también lo hicieron las guerras posteriores: la de los Segadores, la de Sucesión, la del Francés, las carlistas y la guerra civil española. Otros acontecimientos cruciales que afectaron el desarrollo de Mora y de su comarca serían la expulsión de los moriscos en el año 1610 y la segregación de los Masos de Mora, en el año 1830.
En 1984 el nombre oficial del municipio pasó de ser Mora de Ebro a Mora d'Ebre.

## Demografía
Cuenta con una población de 5726 habitantes (INE 2024).
| Gráfica de evolución demográfica de Mora de Ebro entre 1842 y 2021 |
| |
| Población de derecho según los censos de población del INE Población de hecho según los censos de población del INEEn estos censos se denominaba Mora de Ebro: 1842, 1857, 1860, 1877, 1887, 1897, 1900, 1910, 1920, 1930, 1940, 1950, 1960, 1970 y 1981 |

| 1497 | 1515 | 1553 | 1717 | 1787 | 1857 | 1877 | 1887 | 1900 |
| ---- | ---- | ---- | ---- | ---- | ---- | ---- | ---- | ---- |
| 181  | 202  | 165  | 489  | —    | 3836 | 3816 | 3841 | 4065 |

| 1910 | 1920 | 1930 | 1940 | 1950 | 1960 | 1970 | 1981 | 1990 |
| ---- | ---- | ---- | ---- | ---- | ---- | ---- | ---- | ---- |
| 3728 | 3940 | 3530 | 3059 | 3367 | 3756 | 3638 | 4320 | 4337 |

| 1992 | 1994 | 1996 | 1998 | 2000 | 2002 | 2004 | 2006 | — |
| ---- | ---- | ---- | ---- | ---- | ---- | ---- | ---- | - |
| 4454 | 4653 | 4880 | 4832 | 4816 | 4776 | 4960 | 5098 | — |

## Economía

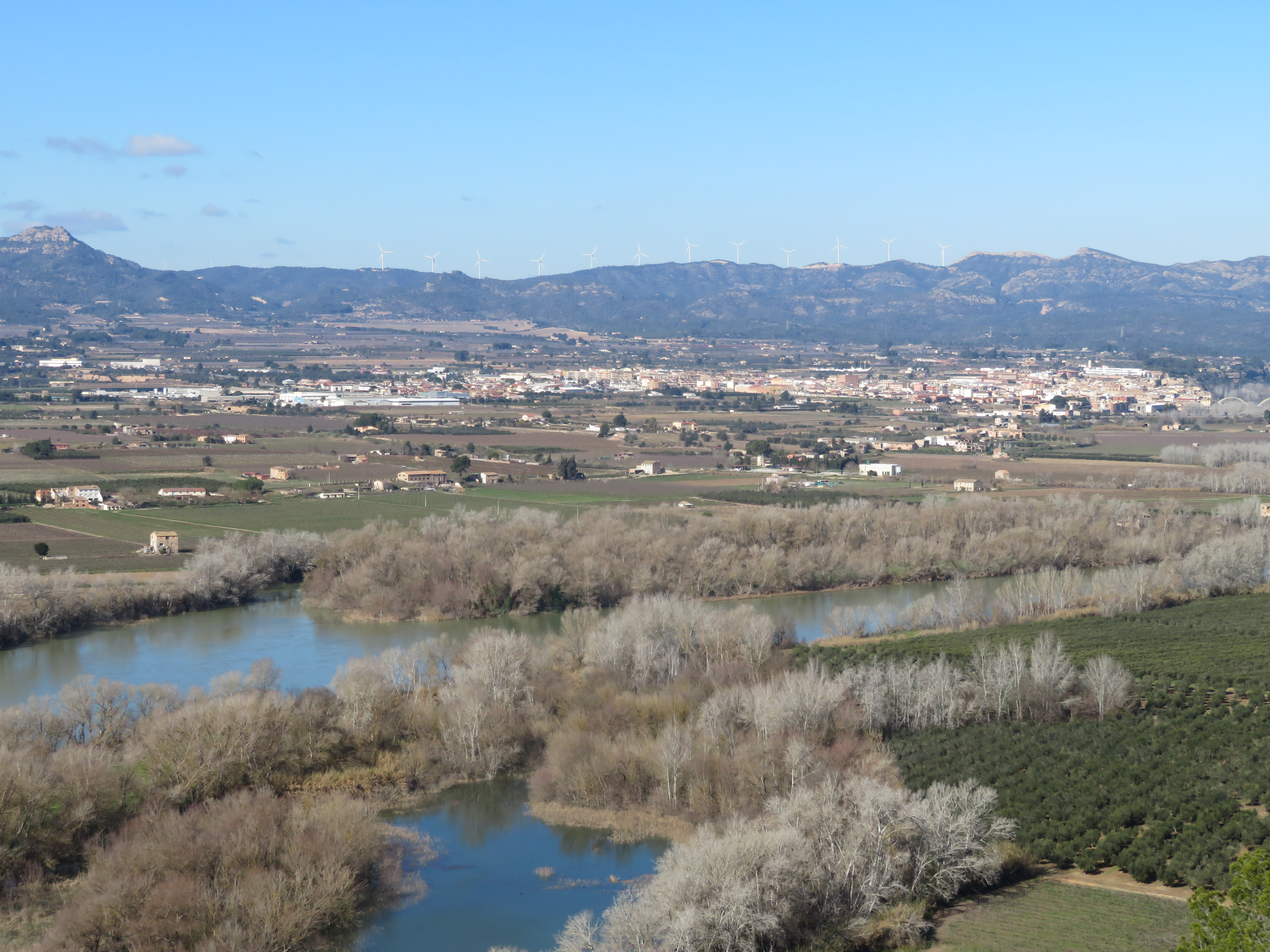
Vega de Mora de Ebro, curso del río Ebro

Actualmente, Mora de Ebro es una ciudad en crecimiento constante que incluye el polígono industrial de la Verdeguera. Está en trámites la creación de un nuevo polígono industrial a la salida de la población, junto a la carretera N-420, dirección Gandesa, para ubicar nuevas industrias. La economía local se basa principalmente en el comercio y los servicios, también se basa en la industria auxiliar y la peletera y, en menor medida, en la agricultura.
Gracias a su excelente situación geográfica, Mora de Ebro vive actualmente un impulso demográfico y urbanístico con la expansión del núcleo urbano de la villa. Tres de los nuevos equipamientos que se están construyendo son el Archivo Comarcal de la Ribera de Ebro, la piscina cubierta y la ampliación de la acequia. Las carencias más importantes y que más afectan al presente y el futuro de la capital de la Ribera de Ebro son la falta de suelo industrial, la ausencia de servicios y activos turísticos, la degradación del núcleo histórico de la villa y las deficiencias de los servicios municipales (alumbrado, alcantarillas, asfalto y aceras). Ante estas necesidades, el actual consistorio está haciendo un gran esfuerzo por paliar estas carencias e impulsar económicamente la ciudad.
Con intervenciones en el castillo, el río, la Aubadera, plaza de toros, el patrimonio de la Batalla del Ebro y el camino de Sirga el municipio prevé ofrecer a los visitantes nuevos atractivos turísticos y culturales que contribuirían a dinamizar la economía local y el núcleo histórico de la villa. Este proyecto local de desarrollo turístico, que también es patrimonial, urbanístico y cultural, está integrado en otros de más generales, que afectan a la comarca de la Ribera de Ebro y las Tierras del Ebro:
- El Plan de dinamización turística de las Tierras del Ebro, impulsado por la Generalidad de Cataluña y aprobado por el Gobierno de España.
- El Proyecto de recuperación del camino de Sirga, impulsado por el Consejo Comarcal de la Ribera de Ebro, con el apoyo de la Confederación Hidrográfica del Ebro (CHE).
- El Proyecto de intervención para el desarrollo turístico del camino de Sirga, redactado por la Fundación Bosch Gimpera, que cuenta con el apoyo de la Generalidad de Cataluña.
- El Proyecto de restauración de la continuidad hidrológica en el río Ebro, redactado por el Ministerio de Medio Ambiente, prevé actuaciones en el área natural del Aubadera y la construcción de un centro de interpretación dedicado al Ebro, que se ubicará cerca del camino de Sirga, delante del Aubadera y al pie del castillo.
- El Proyecto de recuperación de los espacios de la Batalla del Ebro, impulsado por el Consorcio Memorial Batalla del Ebro (COMEBE).

## Cultura
Desde las concejalías de Cultura y Turismo se está diseñando un plan director de desarrollo que prevé la actuación en los espacios que tienen que ser la clave que permita, por una parte, la activación del sector turístico y, de la otra, la rehabilitación del patrimonio histórico local. El monumento más importante de Móra de Ebro es el castillo municipal, al cual se accede a través del núcleo antiguo. El Ayuntamiento ha redactado un proyecto de rehabilitación del castillo para poder hacerlo visitable. El castillo antiguamente comunicaba con el río por una antigua senda, que ahora también se quiere recuperar para comunicar el espacio histórico de Móra (castillo y núcleo antiguo) con el espacio natural y lúdico que configuran la zona natural del Aubadera y el camino de Sirga, que transcurre entre el río y la plaza de toros, excavada en la roca y que queremos reconvertir en un auditorio en el aire libre. Otra infraestructura destacada, que pide el Ayuntamiento, es la de poder acoger el centro de interpretación del Paso del Río, proyectado por el Consorcio Memorial de la Batalla del Ebro. El Ayuntamiento ya ha ofrecido el edificio del barranco de las Moreras para poder acoger la inversión y convertir el espacio exterior en una zona ajardinada. El impulso de la navegación fluvial es otro de los otros puntos claves de desarrollo turístico.
Móra de Ebro ha sido la cuna de escultores de prestigio, como Julio Antonio, Carles Mani, Santiago Costa Vaqué, Ramón Subirats y Feliu Ferrer. Este hecho tan significativo ofrece al municipio la necesidad de disponer de un centro cultural donde pueda ser admirada su obra y recordada su trayectoria personal y artística. Otras posibilidades que ofrece Móra es una ruta urbana por el centro histórico de la villa donde se destaquen los edificios de interés, como el convento de las Mínimas con la iglesia del Sagrado Corazón, la casa Montagut, la casa Nolla, la antigua panificadora, los porches de la Plaça de Baix, el portal de la calle de la Barca, la casa del Dr. Cabero y la casa Floras, entre otros; las placas de las riadas, la calle de los escultores. Bajo las calles de Móra se esconden las galerías subterráneas de origen medieval que recorren el municipio y que posiblemente comunicaron el castillo con el río y otros lugares.
La ermita románica de Santa Magdalena de Dalt, obra de la Orden del Templo, es uno de los tesoros desconocidos del municipio. La antigua tradición industrial del municipio se refleja en hornos de yeso y pedreras. Los espacios de la Batalla del Ebro, con trincheras y nidos de ametralladoras, todavía se conservan en los lugares estratégicos donde se construyeron. En torno a Sant Jeroni se encuentra un yacimiento geológico, rico en fósiles, que es un referente para los geólogos. Por el camino de Sirga se llega a la isla protegida de Sovarrec, un atractivo espacio fluvial del Ebro.

### Ocio
La villa tiene una gran tradición asociativa con numerosas entidades de cariz cultural y deportivo, cuenta entre otros, con el club náutico, el club de tenis, un pabellón deportivo, el campo municipal de deportes, las piscinas municipales, los parques infantiles, el campo de tiro, el kàrting Móra y el circuito de Móra, la biblioteca comarcal, el teatro municipal, la escuela municipal de música y danza, el paraje de Sant Jeroni, sitio de acampada y de ocio, donde se encuentran las ermitas de Sant Jeroni y Santa Madrona y el monumento a la sardana de Joan Segú, todo bajo la sombra de los cipreses centenarios, al pie de la Picossa. Otros lugares de interés son: el espacio natural del Aubadera, la plaza de toros excavada en la roca, el castillo medieval que corona la villa, el paseo del Puente, el calvario, el polideportivo municipal, la plaza de Arriba, situada en el centro de Móra de Ebro, con la estatua dedicada al escultor hijo de la villa, Julio Antonio, obra realizada por el también escultor morenc, Santiago Costa; la casa Montagut, setcentista, y el convento de las Mínimas, con la iglesia del Sagrado Coro, entre otros edificios de interés.
La fiesta mayor se celebra el último fin de semana de agosto, pero a lo largo del año se celebran numerosas actividades y certámenes propios de una gran capital: la Mora Morisca, feria medieval que se celebra la segunda decimoquinta de julio; la Feria del Libro y el Autor Ebrencs, en el mes de junio; la Muestra de Teatro Amateur, Cazafir, feria dedicada al mundo de la caza que se celebra en primeros de septiembre; la Feria de Navidad y la del Buen Precio, dedicadas al comercio, entre otros. El equipamiento más destacado y que genera más actividad en el municipio y flujo de gente es el Hospital de Móra de Ebro, de ámbito intercomarcal. Otros servicios importantes son el Consejo Comarcal, los centros de enseñanza, el parque de bomberos, la residencia de la gente mayor, la oficina comarcal del DARP, los Servicios Territoriales de Carreteras, la Oficina de Bienestar y Familia, el OTG, etc.

### Clubes deportivos
Mora de Ebro dispone de unas amplias instalaciones deportivas que incluyen tres pistas de tenis de hierba artificial, instalada recientemente. El club al cual pertenecen estas instalaciones es "Club tenis Móra d'Ebre", el cual dispone de matrícula abierta a precios asequibles.
El club ofrece la posibilidad de realizar clases particulares o en grupo, además de la práctica libre. La entrada está abierta a personas que no sean socios, aunque deberán pagar entrada individual.
Además de las instalaciones de tenis la villa dispone de otras instalaciones. El pabellón municipal cede su espacio a clubes de básquet, balonmano, fútbol sala, además de tener piscina climatizada y gimnansio.
Mora de Ebro también cuenta con Polideportivos en los diferentes centros escolares de la población. El último en inaugurarse fue el del colegio de las Hermanas Carmelitas de San José en octubre de 2013, proyecto firmado por el arquitecto Javier Barba Ausejo.

### Colegios
Los servicios educativos de Mora de Ebro cuentan con tres guarderías, dos colegios de primaria - uno público y otro concertado-, dos centros de secundaria - Santa Teresa y Julio Antonio-. En el centro educativo Julio Antonio se construyó en honor del escultor nacido en la villa. Su oferta educativa es muy amplia. Los alumnos provienen de diversas localidades: Mora la Nueva, Darmós, Tivisa, Benisanet, Miravet, García y del propio pueblo. Pueden cursar alumnos desde doce años hasta los dieciocho. Además de los ciclos formativos de mecánica, gestión de comercio, PFI, entre otros. Se encuentra situado anejo al centro de educación especial Jeroni de Moragas. También les ofrece a los alumnos servicio de transporte escolar, a cargo del Consejo Comarcal, y servicio de comedor.